# Déformation d'un matériau
Pour les articles homonymes, voir Déformation.

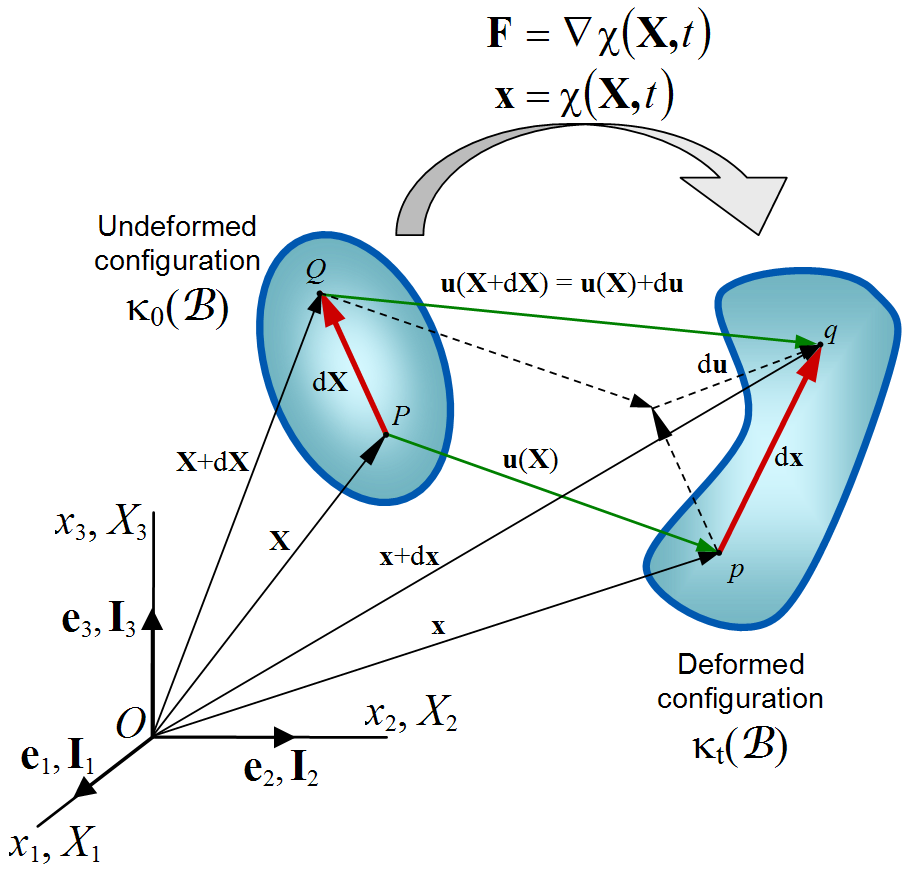
Deformation

La déformation des matériaux est une science qui caractérise la manière dont réagit un matériau donné quand il est soumis à des sollicitations mécaniques. Cette notion est primordiale dans la  conception (aptitude de la pièce à réaliser sa fonction), la  fabrication  (mise en forme de la pièce), et le dimensionnement mécanique (calcul de la marge de sécurité d'un dispositif pour éviter une  rupture).
La capacité d'une pièce à se déformer et à résister aux efforts dépend de trois paramètres :
- la forme de la pièce ;
- la nature du matériau ;
- des processus de fabrication : traitement thermique , traitement de surface, etc.

L'influence de la forme de la pièce est étudiée en mécanique des milieux continus (MMC). L'influence du matériau est décrite très succinctement ici.

## Caractérisation
On caractérise mécaniquement un matériau par sept propriétés identifiables et mesurables. Chacune de ces caractéristiques fait l'objet de tests ou de mesures normalisés et bien définis.
- Élasticité : capacité du matériau à se déformer élastiquement et de manière réversible.

On tire sur une éprouvette; et on mesure le rapport Effort/Déformation - caractérisation : module de Young E exprimé en gigapascals (GPa).
- Résistance : capacité du matériau à résister à la rupture.

On tire sur une éprouvette jusqu’à rupture. Caractérisation : Résistance mécanique notée Rm, Résistance élastique  notée Re exprimés en mégapascals (MPa).
- Ductilité :  capacité du matériau à se déformer plastiquement, de manière irréversible.

On tire sur une éprouvette dans la limite de plasticité et on mesure l'allongement  - caractérisation : Allongement ou striction  en pourcentages.
- Ténacité :  capacité à résister à la propagation d'une fissure.

- Dureté : Capacité d'un matériau à résister à la pénétration.

On mesure la pénétration d'un pénétrateur (bille, diamant, pointe, etc.) pour une force donnée - Caractérisation : Mesure en unité spécifique : dureté Vickers, Brinell, Rockwell suivant le type de test effectué.
- Résilience : capacité d'un matériau à résister au choc.

On mesure l’énergie cinétique nécessaire pour briser une éprouvette avec un mouton de Charpy - . Caractérisation : notée KV Elle s'exprime en J cm2.
- Résistance à la fatigue capacité d'un matériau à résister à de nombreuses sollicitations.

On fait subir à une éprouvette un cycle alterné de traction/compression jusqu'à rupture - caractérisation : Ratio de la résistance mécanique cycle/unitaire exprimé en pourcentage.

## Anisotropie
Dans le cas de matériaux anisotropes comme le  bois, le béton, les cristaux, ou même les métaux (limite d'élasticité) , on doit également préciser la direction du matériau  par rapport aux sollicitations du test : sens des fibres, des fers, du laminage ...

## Déformation réversible, déformation permanente
Ce qui intéresse l'ingénieur comme l'expérimentateur, c'est en général la contrainte σ (lettre grecque « sigma ») : c'est en effet le dépassement d'une contrainte critique qui affecte la résistance d'un matériau et détermine l'état limite ultime ; mais ce que mesure un extensomètre (bien souvent, une jauge, cf. infra), c'est une déformation ε (lettre grecque « epsilon »). Pour déterminer la contrainte à partir de la déformation, il faut supposer qu'il existe entre ces deux grandeurs une relation biunivoque (ce qui n'est vrai qu'en élasticité), et connaître la loi d'élasticité, σ = ƒ(ε). On peut même dire qu'on ne peut estimer les contraintes que par la mesure des déformations (en supposant le matériau localement élastique et homogène), ou par la mesure des forces appliquées au matériau (à condition, dans ce cas, de connaître les directions des contraintes principales).
On peut distinguer différents types de déformations, avec différentes lois :
- la déformation élastique ;
- la déformation plastique ;
- le fluage.

### Déformation élastique
L'exemple le plus simple d'une déformation élastique est le cas du ressort.
La déformation élastique est une déformation réversible : le milieu retourne à son état initial lorsque l'on supprime les sollicitations. Pour la matière, elle est linéaire : pour une sollicitation uniaxiale, elle est décrite par la loi de Hooke :
σ = E×εI
avec :
- σ : contrainte normale ;
- εI : déformation longitudinale ;
- E : module de Young, caractéristique du matériau pour des conditions de température et de pression données.

Par ailleurs, le diamètre D de la pièce rétrécit, selon la loi :
εII = - νεI
avec :
- εII = ΔD/D0 : déformation transverse ;
- ν : coefficient de Poisson.

Enfin, si une pièce est cisaillée, les directions sont déviées d'un angle γ, appelé « angle de glissement », qui vérifie :
τ = G×γ
avec :
- τ : contrainte de cisaillement ;
- G : module de cisaillement.

Ces lois sont fondamentales pour les jauges puisque ce sont elles qui permettent de déduire l'état de contrainte à partir des déformations mesurées.
Notons que si la déformation est linéaire localement, elle ne l'est pas nécessairement au niveau de la pièce, en raison de la complexité de sa forme.

### Déformation plastique
La déformation plastique est la déformation irréversible d'une pièce ; elle se produit par un réarrangement de la position des atomes. La déformation plastique est toujours associée à de la déformation élastique.
On distingue trois grandes classes de matériaux :
Les matériaux fragiles
Ils cassent en déformation élastique, ils ne présentent donc pas de déformation plastique (ou très peu).
Les matériaux ductiles
Ils présentent une déformation irréversible. D'un point de vue microscopique, la déformation se propage par le biais de défaut, les dislocations, qui peuvent être bloquées ou ralenties par divers défauts (atomes étrangers, joints de grain, autres dislocations), avec un phénomène d'écrouissage (durcissement). D'un point de vue macroscopique, on constate un infléchissement de la loi reliant la contrainte et la déformation. On peut décrire cette loi de diverses manières, soit en l'approchant par une ou plusieurs droites (loi bilinéaire ou multilinéaire), soit en l'approchant avec un polynôme de degré plus élevé. On utilise souvent les lois élasto-plastiques avec écrouissage suivantes :
- loi d'Hollomon : σ = kεn, et loi de Ludwig : σ = σ0 + kεn, n étant un coefficient d'écrouissage établi expérimentalement (entre 0,1 et 0,5) mais n'ayant pas de sens physique particulier ;
- loi de Voce : {\displaystyle {\frac {\sigma -\sigma _{\mathrm {s} }}{\sigma _{0}-\sigma _{\mathrm {s} }}}=\exp(-\mathrm {A} \varepsilon )}, σs étant une contrainte seuil.

Les déformations peuvent être importantes (plusieurs pour cents avant la rupture).
Les matériaux viscoélastiques et viscoplastiques
Ce sont essentiellement des polymères. D'un point de vue microscopique, on a un glissement des chaînes les unes par rapport aux autres. D'un point de vue macroscopique, on a une loi contrainte-déformation qui dépend de la vitesse de déformation, {\displaystyle {\dot {\varepsilon }}}, et de la température. Les déformations avant rupture sont en général très importantes.

### Fluage
On appelle « fluage » l'écoulement continu d'une substance soumise à un effort constant. Le fluage est donc un mode de déformation non instantané, partiellement irréversible, impliquant des phénomènes de diffusion : montée de dislocations, glissement de joints de grain.
D'un point de vue macroscopique, on a une loi contrainte-déformation dépendant de la vitesse (comportement dit « visqueux ») et de la température.

## Relation entre propriétés mécaniques
Il n'y a pas forcément corrélation entre ces différentes propriétés, par exemple :
- l'aluminium a un module de Young plus faible que la fonte (il se déforme plus, pour le même effort) mais une résilience supérieure (il résiste mieux aux chocs) ;
- un acier à ressort a un module de Young faible (il se déforme beaucoup pour des efforts faibles) mais a une résistance équivalente à un acier allié ;
- le verre a une grande dureté mais une résilience très faible (on raye difficilement le verre mais il se brise facilement). Le bois a une faible dureté mais une résilience supérieure (on le raye facilement mais on le casse plus difficilement).

Certains matériaux sont « bons » presque partout, c'est le cas par exemple d'un acier allié à haute résistance mécanique. Seul défaut, il est peu ductile (il ne se déforma pas à froid); il faut des opérations de forgeage à chaud complexes pour le mettre en forme. Certains matériaux sont "mauvais" presque partout, c'est le cas par exemple de la pâte à modeler. Seule qualité, elle est ductile : on peut facilement l'étirer et lui donner la forme désirée.
D'autres matériaux ont une anisotropie marquée, ainsi le bois résiste mieux à la traction qu'à la compression; à l'inverse le béton travaille bien en compression mais très mal en traction quand il n'est pas armé. Les métaux sont en général isotropes :  ils réagissent de la même manière dans les trois directions de l'espace.